# Matsya

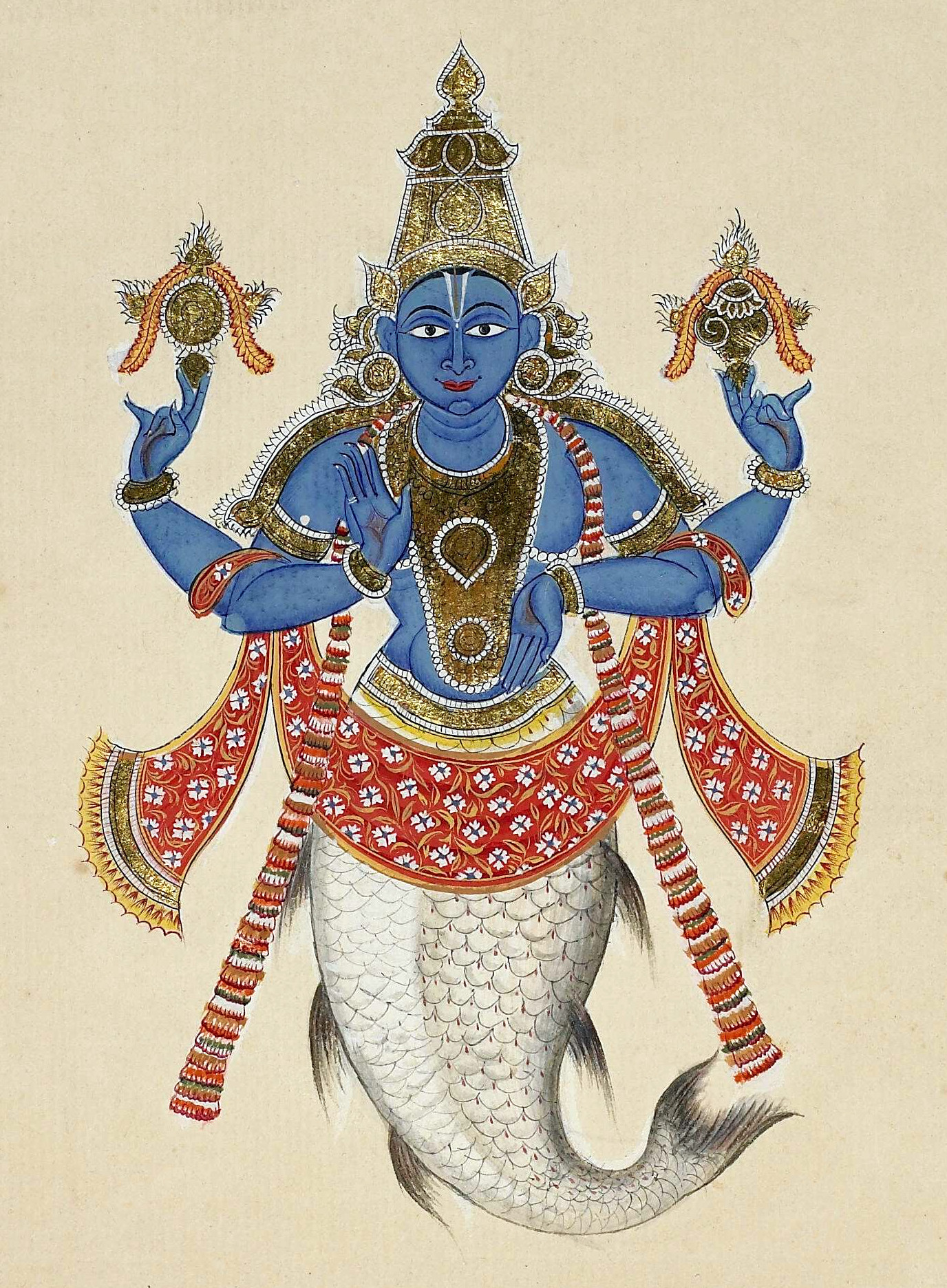
Matsya (XIX secolo)

Matsya (devanāgarī: मत्स्य; pesce) è il primo avatāra di Visnù.

## Fonti
Le caratteristiche e le vicende inerenti all'avatāra Matsya sono narrate in particolar modo nei Matsya Purāṇa (I), Bhāgavata Purāṇa (VIII, 24), Agni Purāṇa (II), Varāha Purāṇa (IX); anche se una prima menzione della divina incarnazione nel pesce la si riscontra nel più antico Śatapatha Brāhmaṇa (I, 8, 1-6) ripreso poi nel Mahābhārata (III, 190, 2 e sgg.) con alcune varianti.

## Mito
Secondo il mito purāṇico, Vaivasvata Manu, conosciuto anche come Satyavrata, stava compiendo le sue abluzioni quando un pesciolino (Matsyu) nuotò tra le sue mani e, supplicandolo di salvarlo, gli preannunciò che lo avrebbe a sua volta salvato dall'imminente Diluvio Universale che stava per sterminare tutte le creature.
Manu pose il pesciolino in una giara, ma Matsyu crebbe più grande di questa, così lo mise in una vasca sempre più grande, infine lo liberò nell'oceano, riconoscendo in lui la presenza di Viṣṇu.
Matsya gli spiegò quindi come sopravvivere al disastro imminente intimandogli di costruire una grande arca e di porre in essa i semi delle piante, degli animali e i Saptaṛṣi, per la futura rigenerazione del creato. Quando il Diluvio sommerse la terra, la grande arca di Manu vagava senza meta finché usando come corda Śeṣa-nāga, il Serpente cosmico, legò la nave al corno di cui disponeva l'enorme pesce Matsyu, e questi lo condusse alle pendici di un monte nel frattempo emerso dal Diluvio.
Il Bhāgavata Purāṇa (VIII, 24) aggiunge che durante questo Diluvio, il demone Hayagrīva si impossessò dei Veda, nascondendosi in fondo all'oceano, ma Manu, con l'aiuto di Matsya, recupero i sacri testi.
Nell'iconografia hindū, Matsya viene rappresentato in forma terioantropomorfica: la parte inferiore è un pesce da cui emerge, nella parte superiore, la figura di Viṣṇu.
L'indologo francese Louis Renou ha ritenuto che tale mito possa essere di eredità mesopotamica (cfr. Atraḫasis).